# Tête-à-la-Baleine
Tête-à-la-Baleine est un village québécois du Golfe-du-Saint-Laurent, administrativement rattaché à la municipalité de Côte-Nord-du-Golfe-du-Saint-Laurent. Jusqu'à une période relativement récente, les habitants du village migraient une fois l'an sur l'une des nombreuses îles face au village pour se rapprocher de la pêche. Certaines maisons étaient occasionnellement déménagées.

## Description
L’archipel des « Toutes-Isles », au large du village, est composé de quelque 600 îles et îlots. C’est au fond de la Baie Plate que le village et ses 200 habitants sont établis. Le nom de « Tête-à-la-Baleine » vient de la forme d'une des îles.
La région est habitée depuis 1850 par des pêcheurs attirés par les stocks de morue et le loup-marin. Établis sur les îles, dans un premier temps, c’est au début des années 1900 qu’ils s’établissent sur la terre ferme pour des raisons de proximité de bois de chauffage et de nourriture. Pourtant les habitations sur les îles n’ont pas été abandonnées: les habitants y retournent chaque été. Ce passage du village d’hiver celui d’été, c'est la « transhumance ».
La mer, comme l’intérieur des terres, façonne le mode de vie des habitants. Chasse, pêche et cueillette rythment encore la vie d'une bonne partie de la population. Le principal moteur de l'économie est encore constitué par les pêcheries (crabe, morue, flétan, turbot). Un projet d'un parc national et d'une centrale hydroélectrique sur la rivière du Petit Mécatina sont projetés.
Le village n'est toujours pas relié par le réseau routier à aucun autre village du Québec ou du Labrador, et une petite école subsiste pour les élèves de moins de 15 ans. Pour poursuivre leurs études, les jeunes devaient jusqu'en 2008 s'exiler à Lourdes-de-Blanc-Sablon (frontière du Labrador) ou encore à Sept-Îles. Aujourd'hui la possibilité leur est offerte d'obtenir leur diplôme d'études secondaires dans la communauté.

## Médias
La radio communautaire CJTB 93.1 diffuse à partir de Tête-à-la-Baleine. Il s'agit du seul média francophone de la Basse-Côte-Nord. 

## Filmographie
Tête-à-la-Baleine, au pays de Neuvfe France.

## Éducation
La Commission scolaire du Littoral administre l'École Gabriel-Dionne (francophone).